# Стрельная (приток Стрелины)
Стрельная (Стрельна) — река в России, протекает по Юргинскому и Топкинскому районам Кемеровской области.
Устье реки находится в 24 км по левому берегу реки Стрелина. Длина реки составляет 39 км.

## Бассейн
- 13 км: Хорошка
- 14 км: Шорохова
- 15 км: Вагина
- 20 км: Листвянка
- 31 км: Васькина
- 31 км: Северная Стрелина

## Данные водного реестра
По данным государственного водного реестра России относится к Верхнеобскому бассейновому округу, водохозяйственный участок реки — Томь от города Кемерово и до устья, речной подбассейн реки — Томь. Речной бассейн реки — (Верхняя) Обь до впадения Иртыша.